# Triplectides dolichos
Triplectides dolichos är en nattsländeart som beskrevs av Mcfarlane in Mcfarlane och Cowie 1981. Triplectides dolichos ingår i släktet Triplectides och familjen långhornssländor. Inga underarter finns listade i Catalogue of Life.